# Volkameria
- Commons
- Wikispecies

Volkameria L. é um gênero botânico da família Lamiaceae. tem cerca de 30 espécies, tendo uma distribuição pantropical. Muitas das espécies são encontradas em habitats costeiros. A espécie-tipo é Volkameria aculeata.
As espécies deste género são a maioria arbustos, por vezes subarbustos ou lianas, raramente pequenas árvores. Os caules têm nós inchados. A flor é habitualmente fragrante. O fruto amadurece com cor preta ou castanha, separando em 4 pirenos.
Volkameria aculeata e Volkameria glabra são usadas como plantas ornamentais nos trópicos. Volkameria heterophylla também é cultivada. Volkameria inermis é plantada como meio de controlar erosão.

## Espécies
Algumas das espécies são:
| - Volkameria aculeata - Volkameria aggregata - Volkameria glabra - Volkameria heterophylla - Volkameria inermis - Volkameria ligustrina - Volkameria linifolia |

## Sinonímia
- Clerodendrum L.

## Classificação do gênero
| Sistema | Classificação                        | Referência               |
| ------- | ------------------------------------ | ------------------------ |
| Linné   | Classe Didynamia, ordem Angiospermia | Species plantarum (1753) |